# Emberizide
Emberizidele  (Emberizidae) sau presurile sunt o familie de păsări din ordinul paseriformelor (Passeriformes), răspândite pe aproape toată suprafața Pământului, de mărime mică sau de mijlocie, cu cioc conic, scurt, ascuțit și dur, care se hrănesc cu semințe, fructe mici și insecte.  
În România se întâlnesc 8 specii.

## Descriere
Sunt păsări mici sau de mărime mijlocie, cu o lungime de 10–24 cm și o greutate de 8–75 g. Ciocul este conic, scurt, ascuțit și dur, cu mici vibrize la bază. Mandibula superioară este nedințată, de obicei puțin mai lungă ca cea inferioară.  Coada este scurtă sau de mărime mijlocie.
Penajul este, de regulă, modest colorat  (brun, măsliniu sau cenușiu), dar unele specii sunt multicolore. La multe specii sexele au aceiași culoare a penajului, dar la alte specii masculii și femelele au penajul diferit colorat. Masculii sunt, în general, ceva mai mari decât femelele. 

## Răspândire și habitat
Sunt răspândite pe aproape toată suprafața Pământului. Lipsesc în Oceania (inclusiv în Australia, dar au fost introduse în Noua Zeelandă), regiunile extreme ale Asiei de Sud-Est, ținuturile antarctice și în Madagascar.
Se întâlnesc în pajiști, pajiști alpine, mlaștini, tundra arctică, păduri rare, parcuri și garduri vii. În general sunt păsări arboricole, dar se pot mișca și pe sol cu multă ușurință. 

## Hrana
Hrana constă din cele mai variate feluri de semințe, pe care le decortica în prealabil, iar în sezonul cald, îndeosebi în epoca cuibăritului, și din insecte. Consumă și mici fructe, muguri de flori și de frunze. Puii sunt hrăniți cu insecte și larvele lor.

## Migrația
Sunt specii atât sedentare, cât și migratoare. Speciile nordice întreprind migrații anuale ori la intervale de mai mulți ani, înspre ținuturile sudice. 

## Reproducerea
Sunt, de obicei, păsări monogame. Adesea numai femelele își construiesc cuibul și clocesc ouăle, iar masculii hrănesc femela pe cuib și apoi puii împreună cu ea. 
Cuibul lor este descoperit, în formă de cupă, construit îngrijit și căptușit în interior, el este situat între crengile boschetelor, ale arborilor, în ierburi sau între bolovani ori crăpături de stânci. 
Pe an au loc două sau trei clociri. După creșterea puilor, familiile hoinăresc în cârduri după hrană, producând unele pagube.

## Semnificația pentru om
Multe specii au un cântec plăcut, iar unele specii sunt bune sau foarte bune cântătoare, fapt pentru care sunt ținute în colivii în multe părți ale lumii.
Deși multe specii mănâncă un număr substanțial de insecte, care pot fi dăunători agricoli, însă nu distrug insectele în cantități suficiente pentru a avea vreo importanță economică.

## Lista speciilor
Genul conține 44 de specii.
- Emberiza lathami – presură crestată
- Emberiza siemsseni
- Emberiza calandra – presură sură
- Emberiza citrinella – presură galbenă
- Emberiza leucocephalos
- Emberiza cia – presură de munte
- Emberiza godlewskii
- Emberiza cioides
- Emberiza stewarti – presură cu piept alb
- Emberiza jankowskii
- Emberiza buchanani
- Emberiza cineracea
- Emberiza hortulana – ortolan
- Emberiza caesia
- Emberiza cirlus – presură bărboasă
- Emberiza striolata
- Emberiza sahari – presură de casă
- Emberiza impetuani
- Emberiza tahapisi
- Emberiza goslingi
- Emberiza socotrana
- Emberiza capensis
- Emberiza tristrami
- Emberiza fucata
- Emberiza pusilla – presură mică
- Emberiza chrysophrys
- Emberiza rustica
- Emberiza elegans – presură cu gât galben
- Emberiza aureola
- Emberiza poliopleura
- Emberiza flaviventris – presură cu piept auriu
- Emberiza affinis
- Emberiza cabanisi
- Emberiza rutila – presură castanie
- Emberiza koslowi – presură tibetană
- Emberiza melanocephala – presură cu cap negru
- Emberiza bruniceps – presură cu cap roșu
- Emberiza sulphurata
- Emberiza spodocephala
- Emberiza personata
- Emberiza variabilis
- Emberiza pallasi
- Emberiza yessoensis
- Emberiza schoeniclus – presură de stuf

## Speciile din România
- Presură galbenă (Emberiza citrinella), subspecia Emberiza citrinella citrinella.
- Presură de munte (Emberiza cia), subspecia Emberiza cia cia.
- Presură bărboasă (Emberiza cirlus), subspecia Emberiza cirlus cirlus.
- Presură sură (Emberiza calandra sau Miliaria calandra), subspecia Emberiza calandra calandra.
- Presură de grădină (Emberiza hortulana).
- Presură de stuf (Emberiza schoeniclus) cu 3 subspecii:

Presură de baltă (Emberiza schoeniclus schoeniclus)
Presură de trestie (Emberiza schoeniclus intermedia)
Presură de stuf dobrogeană (Emberiza schoeniclus tschussii).
- Presură cu cap negru (Emberiza melanocephala), subspecia Emberiza melanocephala melanocephala.
- Presură mică (Emberiza pusilla).

## Galerie

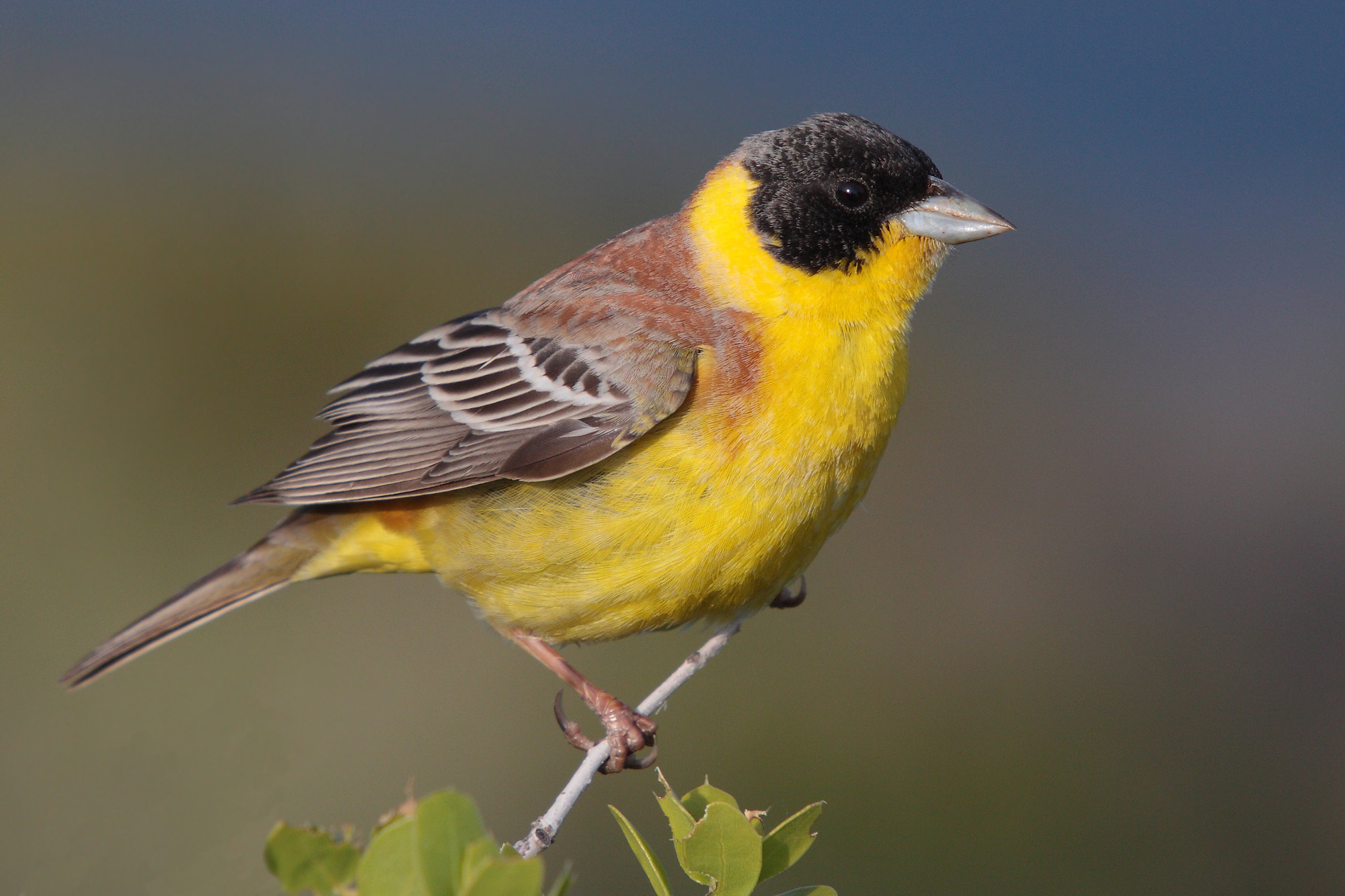
Presură cu cap negru
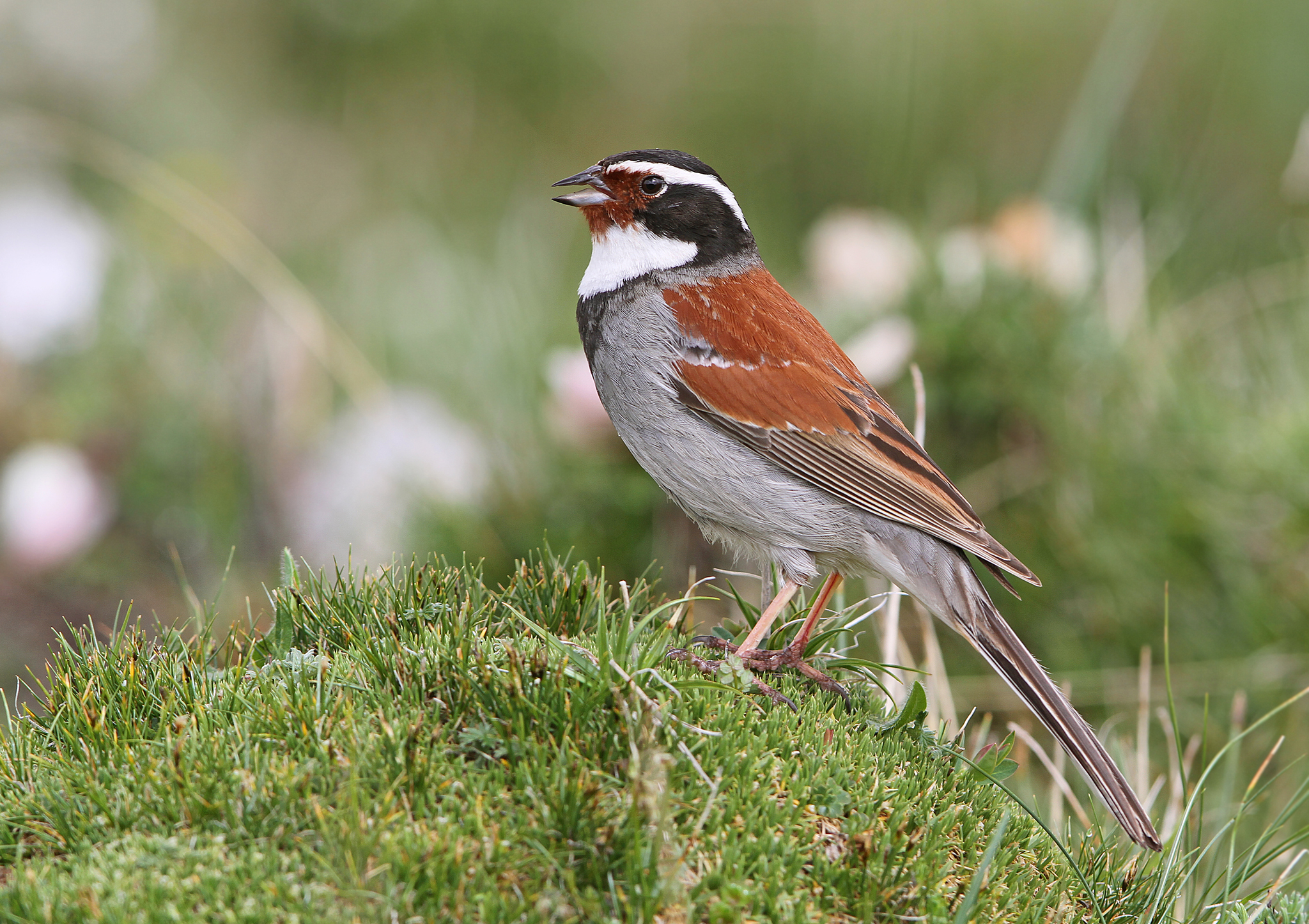
Presură tibetană
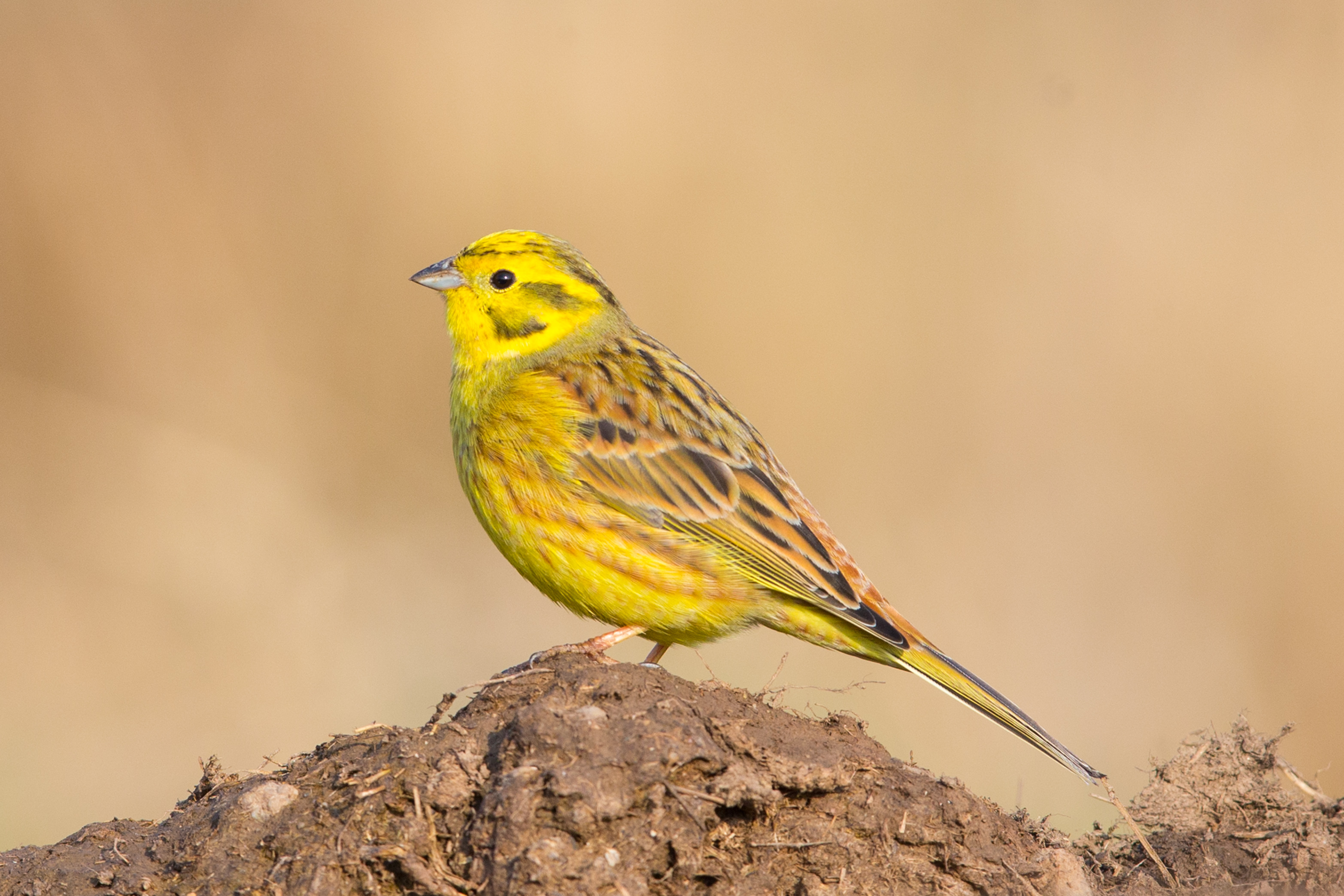
Presură galbenă
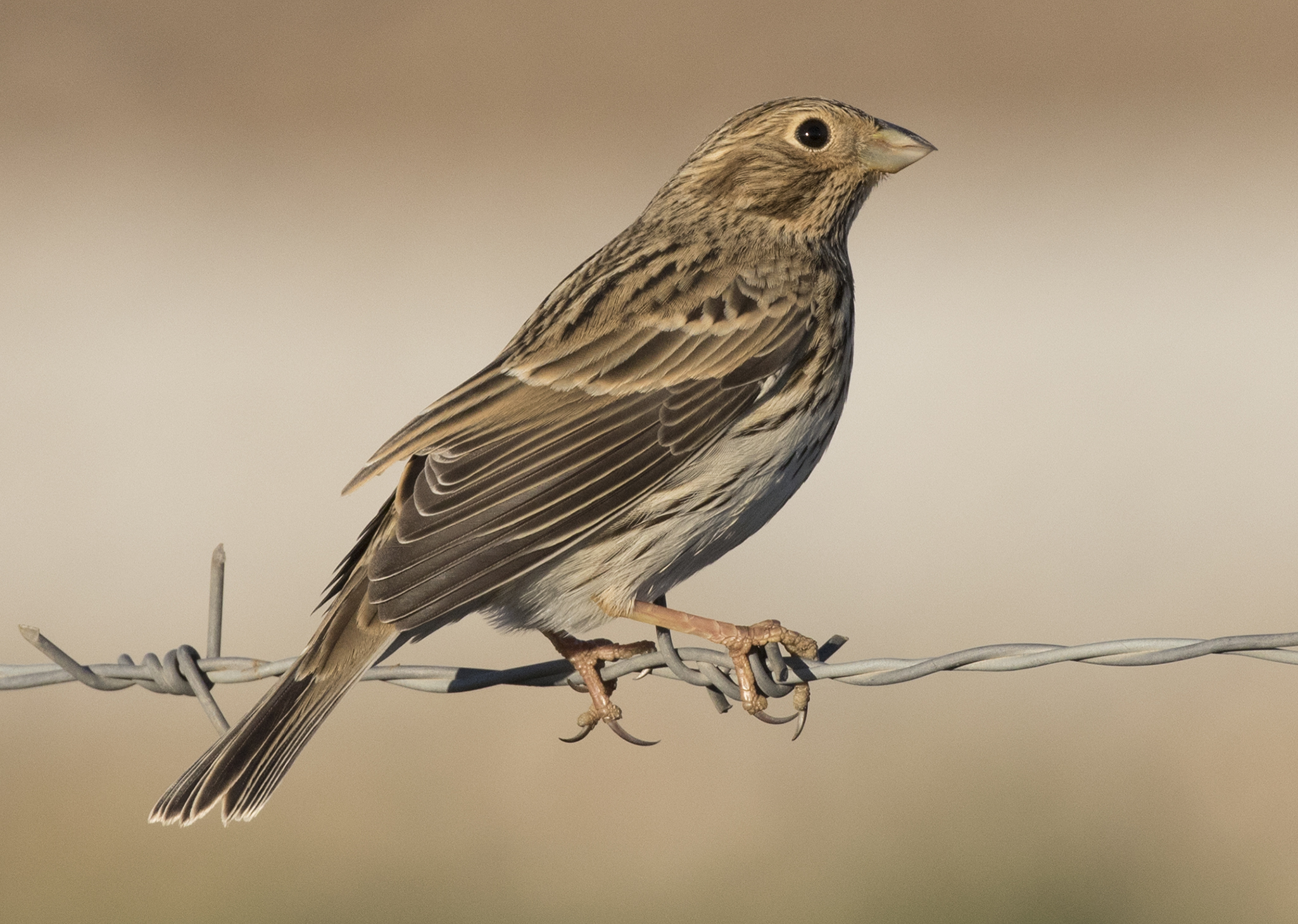
Presură sură
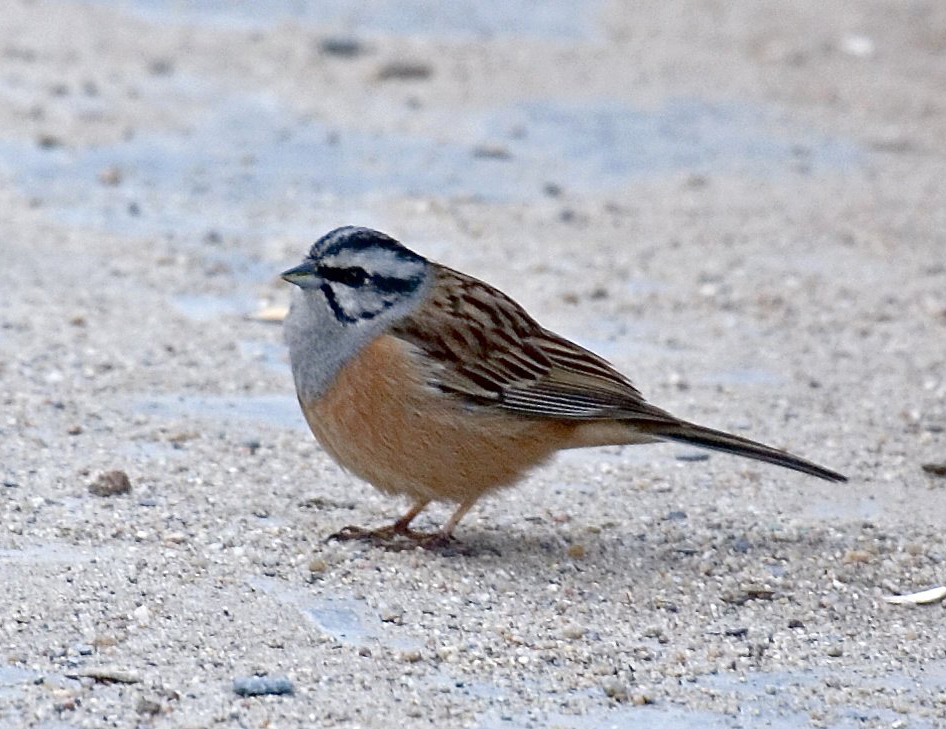
Presură de munte
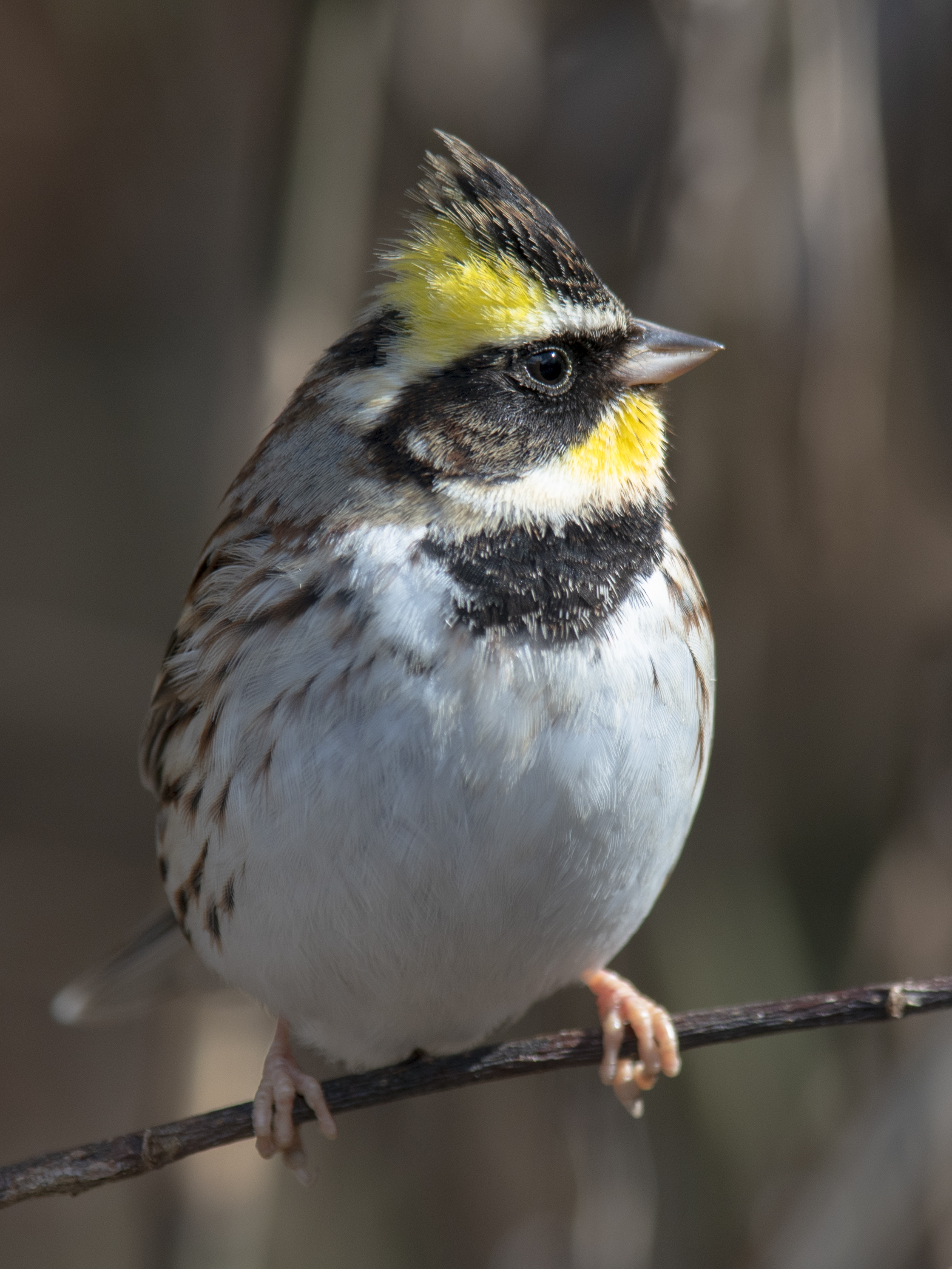
Presură cu gât galben
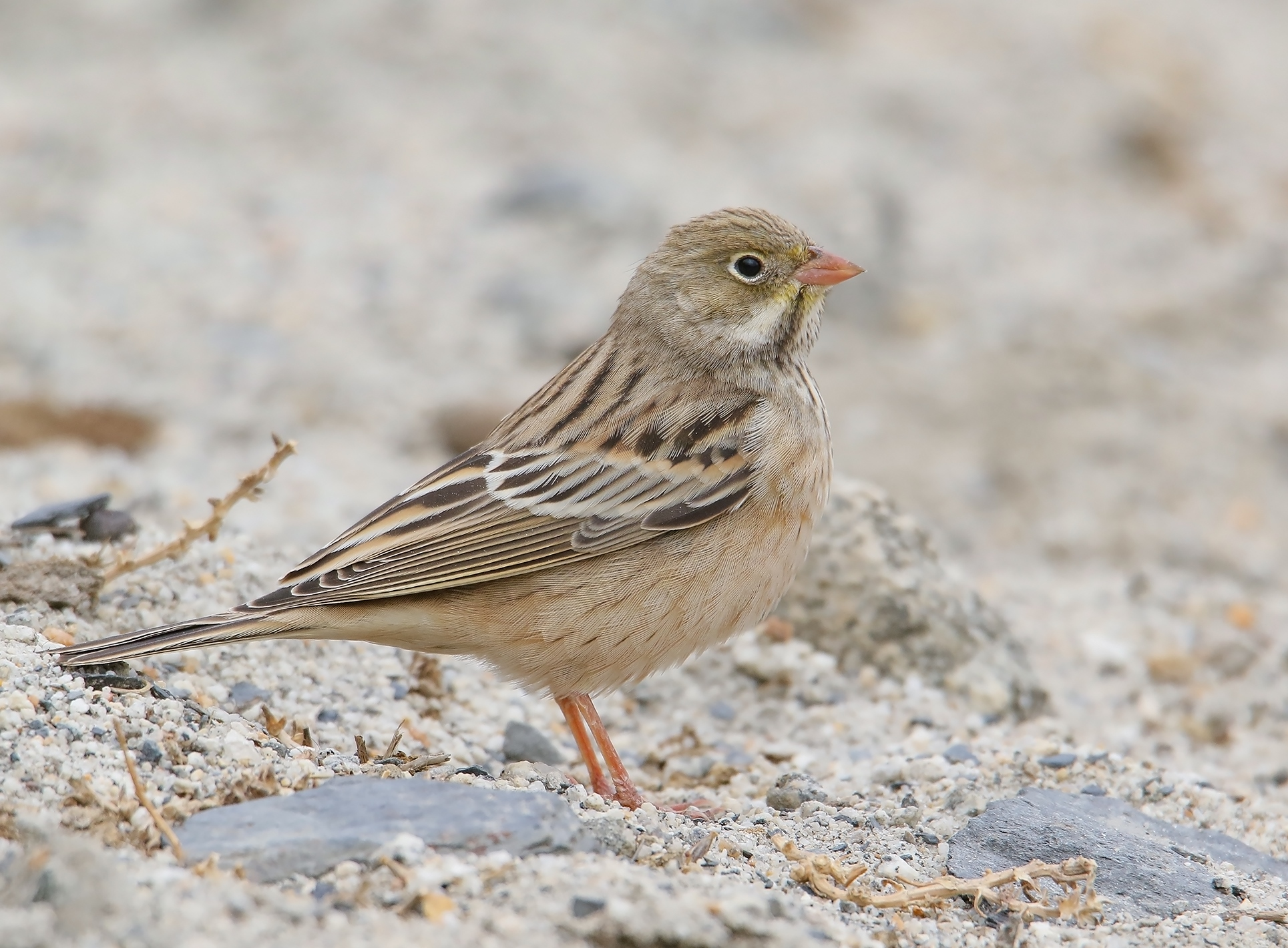
Ortolan
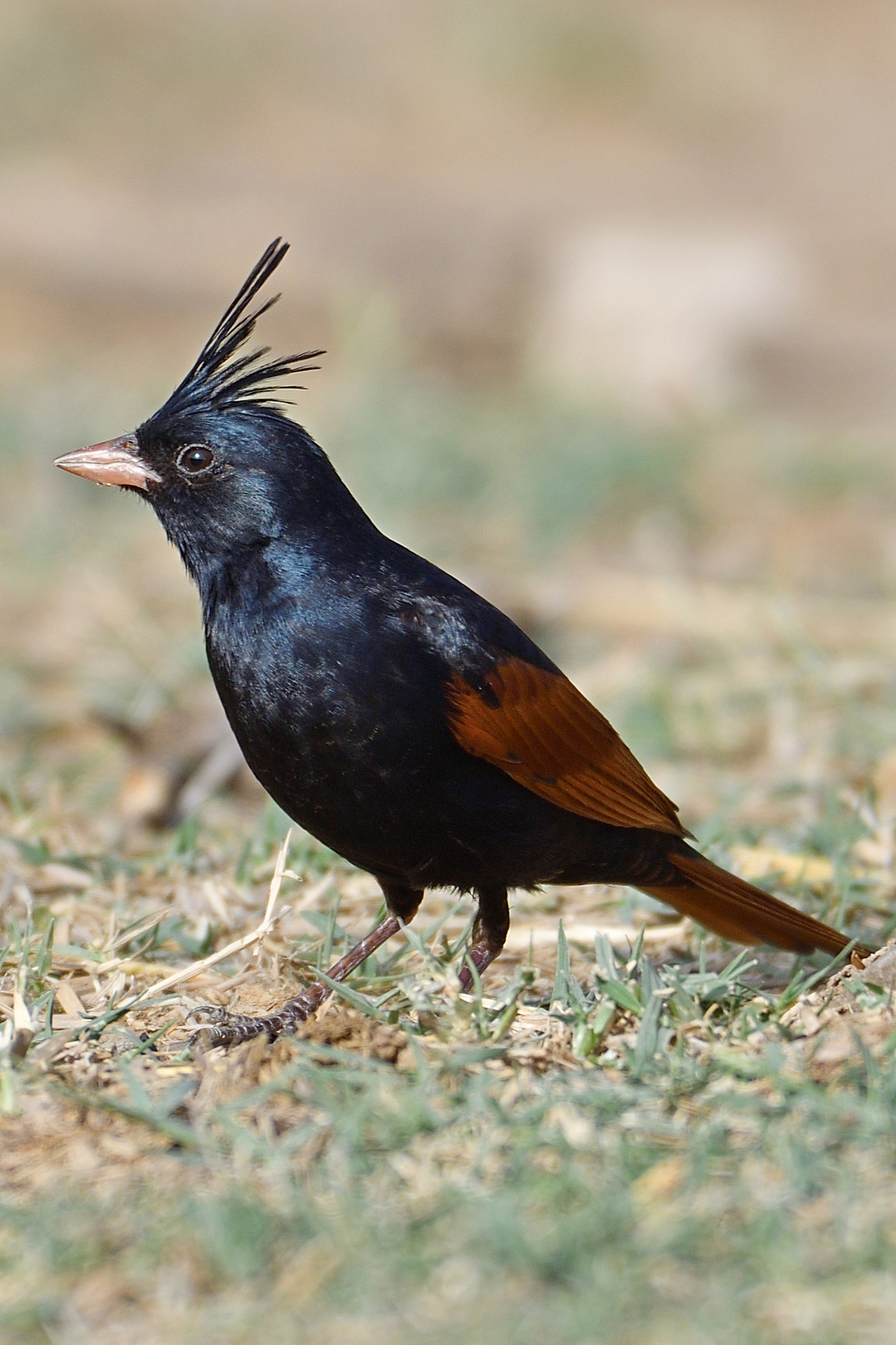
Presură crestată
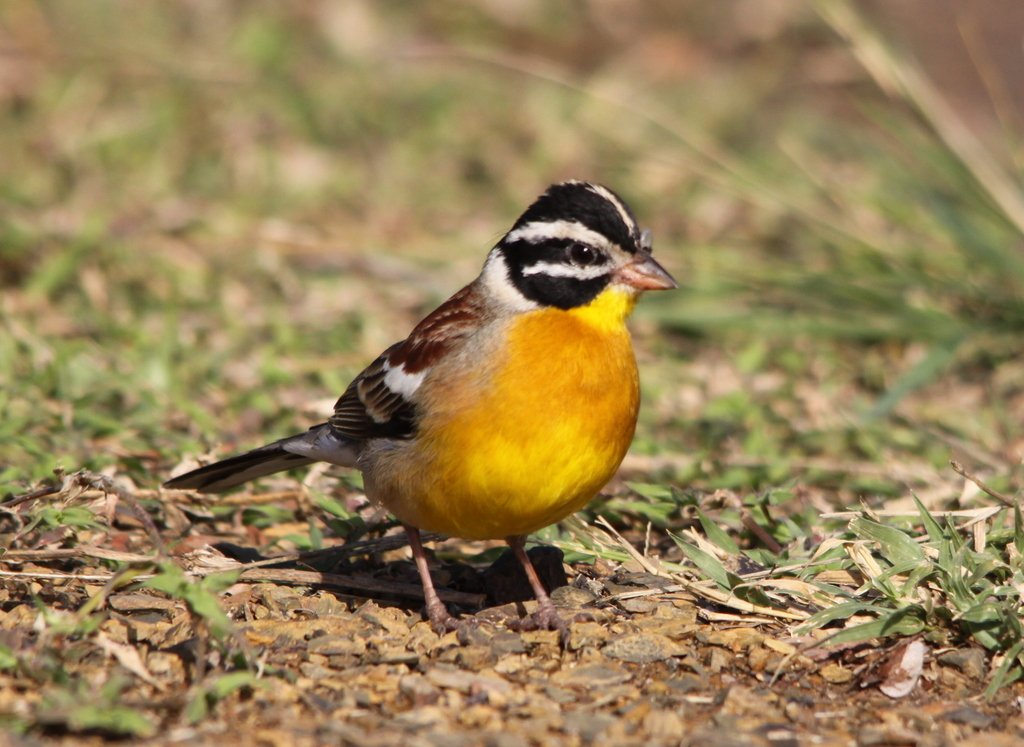
Presură cu piept auriu